# Barrio Guadalupe, Puebla
Barrio Guadalupe är en ort i Mexiko.   Den ligger i kommunen San Sebastián Tlacotepec och delstaten Puebla, i den sydöstra delen av landet, 270 km öster om huvudstaden Mexico City. Barrio Guadalupe ligger 337 meter över havet och antalet invånare är 142.
Terrängen runt Barrio Guadalupe är bergig åt sydväst, men åt nordost är den kuperad. Runt Barrio Guadalupe är det ganska tätbefolkat, med 96 invånare per kvadratkilometer. Närmaste större samhälle är Laguna Chica, 20,0 km nordost om Barrio Guadalupe. I omgivningarna runt Barrio Guadalupe växer i huvudsak städsegrön lövskog.